# Duitse staande hond (stekelhaar)
De Duitse staande hond (stekelhaar) is een hondenras dat afkomstig is uit Duitsland. Het is een oud hondenras, dat tegenwoordig nauwelijks meer voorkomt. Het dier is in gebruik als jachthond, waarbij het dier geschikt is voor allerlei verschillende taken.
Een volwassen reu wordt ongeveer 60 tot 70 centimeter hoog, een volwassen teef ongeveer 58 tot 68 centimeter. Het gewicht van een volwassen dier ligt tussen de 25 en 35 kilogram.
Bracco italiano ·
Braque d'Auvergne ·
Braque de l'Ariège ·
Braque du Bourbonnais ·
Braque Dupuy ·
Braque français ·
Braque Saint-Germain ·
Český fousek ·
Drentsche patrijshond ·
Duitse staande hond (draadhaar) ·
… (korthaar) ·
… (langhaar) ·
… (stekelhaar) ·
Engelse setter ·
Épagneul bleu de Picardie ·
Épagneul breton ·
Épagneul de Pont-Audemer ·
Épagneul français ·
Épagneul picard ·
Gammel dansk hønsehund ·
Gordon setter ·
Griffon Boulet ·
Griffon Korthals ·
Grote münsterländer ·
Ierse setter ·
Kleine münsterländer ·
Perdigueiro de Burgos ·
Perdigueiro português ·
Poedelpointer ·
Pointer ·
Slovenský hrubosrstý stavač ·
Spinone italiano ·
Stabij ·
Vizsla ·
Weimarse staande hond